# Chip ’n Dale Rescue Rangers
Chip ’n Dale Rescue Rangers (jap. チップとデールの大作戦 Chippu to Dēru no Daisakusen,  dosł. „Chip ’n Dale’s Mission”) – komputerowa gra platformowa wyprodukowana i wydana przez firmę Capcom w 1990 roku na konsolę NES oraz na automat PlayChoice-10. Gra jest adaptacją serialu animowanego Chip i Dale: Brygada RR.

## Fabuła
Brygada RR (Ryzykownego Ratunku) otrzymała kolejne zlecenie. Mają za zadanie odnaleźć zaginioną kotkę, która należy do dziewczyny o imieniu Mandy. Gadżet idzie naprzód, aby zrobić zwiad, natomiast Jack Rockfor zostaje wysłany do zbadania obserwacji mechanicznych psów wraz z Bzyczkiem, Chipem i Dale'em, gdzie przechodzą przez ulicę i dostają się do laboratorium. Tam zostają zaatakowani przez szalonego robota.
Po pokonaniu robota okazuje się, że „kotek Mandy” to tak naprawdę kolejna sprawka kota Spaślaka, który zmusił ich do przyprowadzenia w to miejsce, a na dodatek porywa Gadżet, której każe dla niego pracować. Na szczęście Gadżet może kontaktować się z Chipem i Dale'em za pomocą telefonu i wysyła gołębia pocztowego z mapą. Chip i Dale wyruszają do kasyna, aby uratować Gadżet, a na koniec stanąć do walki ze Spaślakiem.